# Hylophylax punctulatus
A Hylophylax punctulatus a madarak (Aves) osztályának verébalakúak (Passeriformes) rendjébe és a fazekasmadár-félék (Furnariidae) családjába tartozó faj.

## Rendszerezése
A fajt Marc Athanese Parfait Oeillet Des Murs francia amatőr ornitológus írta le 1856-ban, a Rhopotera nembe Rhopotera punctulata néven.

## Alfajai
- Hylophylax punctulatus punctulatus (Des Murs, 1856)
- Hylophylax punctulatus subochraceus Zimmer, 1934[2]

## Előfordulása
Az Amazonas-medencében, Brazília, Ecuador, Francia Guyana, Kolumbia, Peru és Venezuela területén honos. Természetes élőhelyei a szubtrópusi és trópusi síkvidéki esőerdők és mocsári erdők, tavak közelében. Állandó nem vonuló faj.

## Megjelenése
Testhossza 10–10,5 centiméter, testtömege 11–13 gramm.

## Életmódja
Rovarokkal táplálkozik, de valószínűleg pókokat is fogyaszt.

## Természetvédelmi helyzete
Az elterjedési területe rendkívül nagy, egyedszáma viszont csökken, de még nem éri el a kritikus szintet. A Természetvédelmi Világszövetség Vörös listáján nem fenyegetett fajként szerepel.